# Ciudad Acuña
Pour les articles homonymes, voir Acuña.
Ciudad Acuña est une ville mexicaine de l'État de Coahuila.

## Transports
La ville est desservie par l'aéroport international de Ciudad Acuña.